# استیو بیکر (بازیکن فوتبال، زاده ۱۹۷۸)
استیو بیکر (انگلیسی: Steve Baker؛ زادهٔ ۸ سپتامبر ۱۹۷۸) بازیکن فوتبال اهل بریتانیا است.
از باشگاه‌هایی که در آن بازی کرده‌است می‌توان به باشگاه فوتبال دارلینگتون، باشگاه فوتبال هارتل پول یونایتد، باشگاه فوتبال گیتزهد، باشگاه فوتبال هادرزفیلد تاون، و باشگاه فوتبال میدلزبرو اشاره کرد.